# Pyrocephalus rubinus
El mosquero cardenal (Pyrocephalus rubinus) es un ave pequeña en la que el macho presenta un color rojo brillante y alas, cola y antifaz oscuro mientras la hembra es de color pardo. Pertenece al grupo de los passeriformes. Es un gracioso pájaro de percha, que de pronto revolotea unos metros desde su sitio de vigía para atrapar un insecto en el aire, y regresa al mismo punto de partida. Estudios genéticos recientes proponen que la especie sea dividida en varias. Ha pasado a ser considerada una especie muy independiente y monotípica dentro del género Pyrocephalus, perteneciente a la familia de los tiránidos. Este pájaro habita en bosques xerófilos, sabanas, praderas, áreas rurales, y hasta zonas urbanas en espacios abiertos. Se distribuye desde el norte-centro de EE. UU. hasta el centro y Este del Cono Sur de Sudamérica, migrando al centro y norte del subcontinente durante el invierno austral. Considerada como de preocupación menor (LC) por la lista roja de la IUCN.

## Taxonomía

### Descripción original
Este taxón fue descrito originalmente en el año 1783 por el naturalista neerlandés Pieter Boddaert, con el nombre científico de Muscicapa rubinus. Se basó en la lámina de Le Rubin ou Gobe-mouche huppé, de la orilla del río Amazonas, del naturalista, botánico, matemático, biólogo, cosmólogo y escritor francés Georges Louis Leclerc, conde de Buffon. La localidad tipo es: «Tefé, Amazonas, Brasil».

### Etimología
Etimológicamente, el término genérico Pyrocephalus se construye con palabras del idioma griego, en donde: pyr, pyros significa ‘fuego’ y kephalé es ‘cabeza’, haciendo así alusión al color de la corona en el macho. El epíteto específico rubinus viene del latín rubeo, que significa ‘rubí’, ‘piedra preciosa roja’. Según consignó el propio Boddaert, el nombre alude a la vivacidad del color del plumaje, presente en el macho.

### Historia taxonómica y relaciones filogenéticas
Tradicionalmente, la subespecie típica de Pyrocephalus rubinus era incluida en dicha especie acompañando a la totalidad de los taxones descritos del género. Estudios de sus vocalizaciones detectaron importantes diferencias entre las distintas poblaciones. En el año 2016, Ore Carmi, Christopher C. Witt, Álvaro Jaramillo y John P. Dumbacher publicaron sus estudios genéticos sobre Pyrocephalus, en los cuales utilizaron genes mitocondriales (ND2, citocromo b) y loci nucleares (intrones ODC 6 a 7, FGB intrón 5). El resultado obtenido demostró que la subespecie típica de P. rubinus (que nidifica en el Cono Sur de Sudamérica) debía ser elevada al nivel de especie independiente (y monotípica), separándola así tanto de las formas que viven en el resto del continente americano como de las que habitan en las islas Galápagos. Este tratamiento fue adoptado en la clasificación del Congreso Ornitológico Internacional (IOC). En abril de 2019, en la Propuesta n.º 818 al Comité de Clasificación de Sudamérica (SACC), se recomendó que la subespecie típica de Pyrocephalus rubinus sea separada como una especie independiente.

### Características diagnósticas

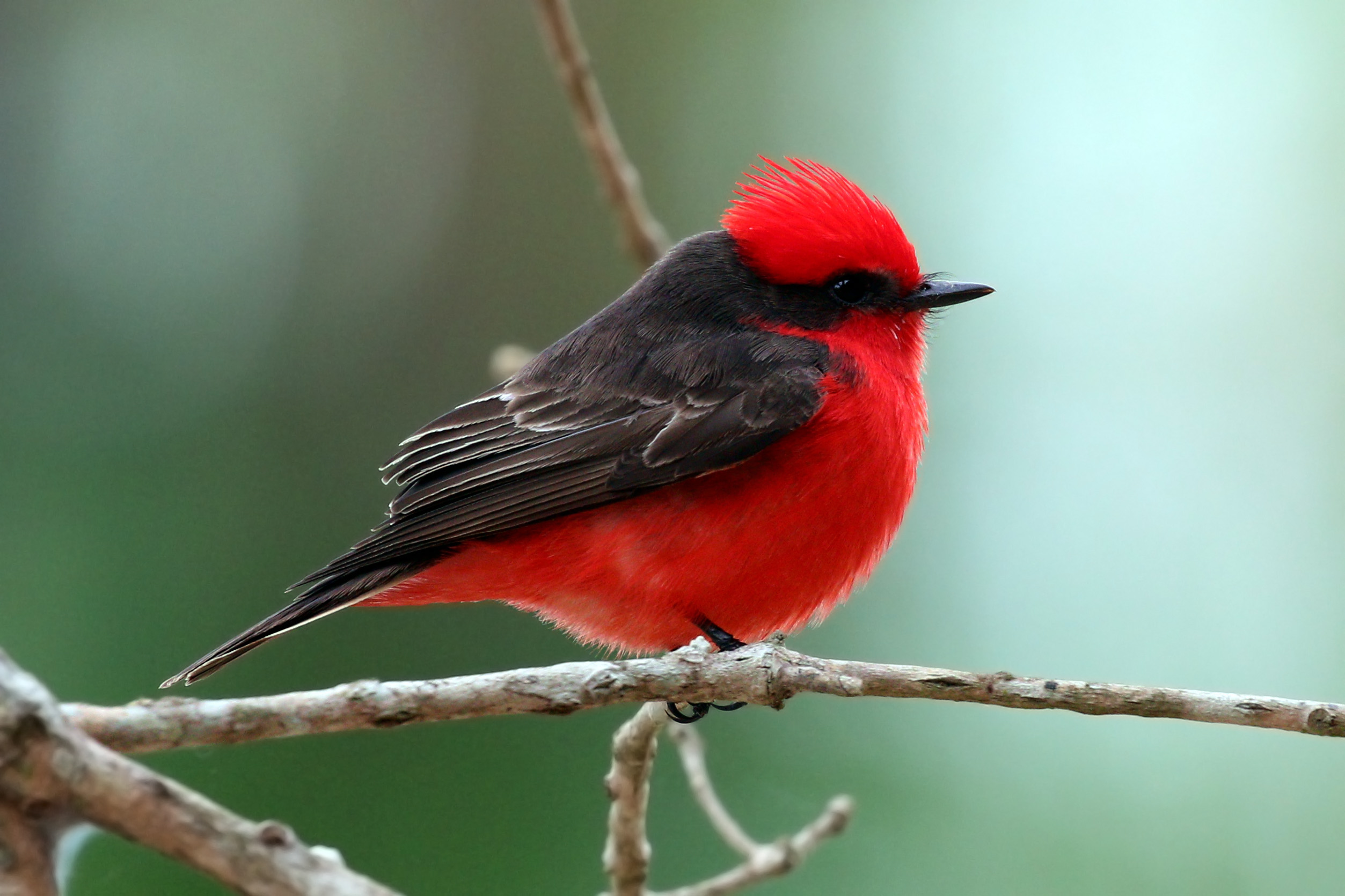
Un ejemplar macho de Pyrocephalus rubinus en el Pantanal, Brasil.

Pyrocephalus rubinus rubinus se distingue de otras poblaciones del género por tamaño, coloración dorsal y marcas en la cola. Además, John Todd Zimmer encontró que Pyrocephalus rubinus rubinus tenía en promedio, las alas más puntiagudas, en comparación con las otras formas.
Este taxón fue escindido como especie independiente sobre la base de datos moleculares y biológicos, específicamente su aguda vocalización muy característica, acentuada hacia arriba, la que sube rápidamente concluyendo con una nota final aguda, de frecuencia similar a la del final del crescendo. Los macho del área reproductiva argentino-uruguaya de Pyrocephalus rubinus (es decir, que pertenecen al taxón típico) responden a las reproducciones de cantos de machos del Cono Sur pero ignoran las reproducciones de cantos de machos del resto del continente.

## Distribución y hábitat
Vive en bosques xerófilos, sabanas, praderas, áreas rurales, etc. Nidifica principalmente en Uruguay y todo el centro y norte de la Argentina así como en zonas próximas de Bolivia, Paraguay y sur de Brasil. Migra durante el invierno a una gran área del centro de Sudamérica, que incluye el noreste argentino, Paraguay, Bolivia, Brasil (hasta la cuenca del Amazonas), el este del Perú, el oriente de Ecuador y el sur y occidente de Colombia. Cuenta con registros en Chile en Osorno, El Yeso, Rancagua y el Valle de Elqui.

## = Otras denominaciones
También se conoce a esta especie como churrinche', atrapamoscas pechirojo, capiturrín, saca-tu-real, chapaturrín, tutubixi, entre otros nombres.